# Regering-De Sauvage
De regering-De Sauvage (23 maart 1831 - 24 juli 1831) was een Belgische Unionistisch regering. Ze volgde de regering-Goblet op en werd na de troonsbestijging van de eerste Belgische koning, Leopold I, opgevolgd door de regering-De Mûelenaere.

## Verloop
Na het ontslag van voorzitter van de ministerraad Etienne de Gerlache op 18 maart 1831, werd Etienne de Sauvage benoemd tot formateur om een regering te vormen. Op 23 maart was hij met zijn opdracht klaar. Hoewel de Sauvage de voorzitter van de ministerraad was, was minister van Buitenlandse Zaken Joseph Lebeau de echte leider van de regering. Het ministerschap van Lebeau was in feite tegen de zin van regent Erasme-Louis Surlet de Chokier, omdat hij tegen de kandidatuur van Lodewijk van Orléans was als koning van België. 
Deze regering werd gedomineerd door de vraag wie koning van België moest worden. Het Nationaal Congres stemde voor de Franse prins Lodewijk van Orléans, maar die weigerde. Vervolgens besloot de regering om prins Leopold van Saksen-Coburg-Gotha aan te duiden als koning van België. Deze aanvaardde de opdracht, maar op voorwaarde dat er eerst een grensverdrag met Nederland moest komen. Nadat dit gebeurde, werd Leopold I op 26 juni 1831 officieel benoemd tot koning der Belgen.
Nadat Leopold I op 21 juli 1831 in Brussel de eed aflegde, werd het Nationaal Congres ontbonden. Hierdoor was het werk van de regering-De Sauvage klaar, waarna ze ontslag nam en werd opgevolgd door de regering-De Mûelenaere.

## Samenstelling
De regering startte op 23 maart 1831 met twee ministers, maar wegens problemen met de formatie werden verschillende ministers pas op een latere datum benoemd: Barthélemy en d’Hane-Steenhuyse op 24 maart, Lebeau op 27 maart, Devaux op 28 maart 1831. Tot zolang bleven de ministers uit de vorige regering in functie.
| Ambtsbekleder                          | Ambtsbekleder               | Ambtsbekleder                             | Functie                       | Termijn                      | Partij                       |
| -------------------------------------- | --------------------------- | ----------------------------------------- | ----------------------------- | ---------------------------- | ---------------------------- |
|                                        |                             | Etienne de Sauvage (1789-1867)            | Minister Binnenlandse Zaken   | 23 maart 1831 - 24 juli 1831 | extraparlementair (liberaal) |
| Minister ad interim Buitenlandse Zaken | 10 juli 1831 - 24 juli 1831 | Etienne de Sauvage (1789-1867)            |                               |                              | extraparlementair (liberaal) |
|                                        |                             | Charles de Brouckère (1796-1860)          | Minister Financiën            | 23 maart 1831 - 30 mei 1831  | Liberalen                    |
| Minister ad interim Oorlog             | 18 mei 1831 - 25 mei 1831   | Charles de Brouckère (1796-1860)          |                               |                              | Liberalen                    |
|                                        |                             | Antoine Barthélémy (1764-1832)            | Minister Justitie             | 24 maart 1831 - 24 juli 1831 | Liberaal                     |
|                                        |                             | Constant d'Hane de Steenhuyse (1790-1850) | Minister Oorlog               | 24 maart 1831 - 18 mei 1831  | extraparlementair            |
|                                        |                             | Amédée de Failly (1789-1853)              | Minister Oorlog               | 25 mei 1831 - 26 juli 1831   | extraparlementair            |
|                                        |                             | Joseph Lebeau (1794-1865)                 | Minister Buitenlandse Zaken   | 27 maart 1831 - 10 juli 1831 | Liberaal                     |
|                                        |                             | Paul Devaux 1801-1880)                    | Lid van de Ministerraad       | 28 maart 1831 - 10 juli 1831 | Liberaal                     |
|                                        |                             | Auguste Duvivier (1772-1846)              | Minister ad interim Financiën | 30 mei 1831 - 24 juli 1831   | extraparlementair (liberaal) |

### Herschikkingen
- Op 18 mei 1831 neemt Constant d'Hane de Steenhuyse ontslag als minister van Oorlog. Hij wordt ad interim opgevolgd door Charles de Brouckère. Op 25 mei wordt hij opgevolgd door Amédée de Failly.
- Op 30 mei 1831 neemt Charles de Brouckère ontslag als minister van Financiën en wordt ad interim opgevolgd door Auguste Duvivier.
- Op 10 juli 1831 neemt Joseph Lebeau ontslag als minister van Buitenlandse Zaken en wordt ad interim opgevolgd door Etienne de Sauvage. Paul Devaux neemt die dag ook ontslag, maar wordt niet opgevolgd.